# Targa Florio 1930

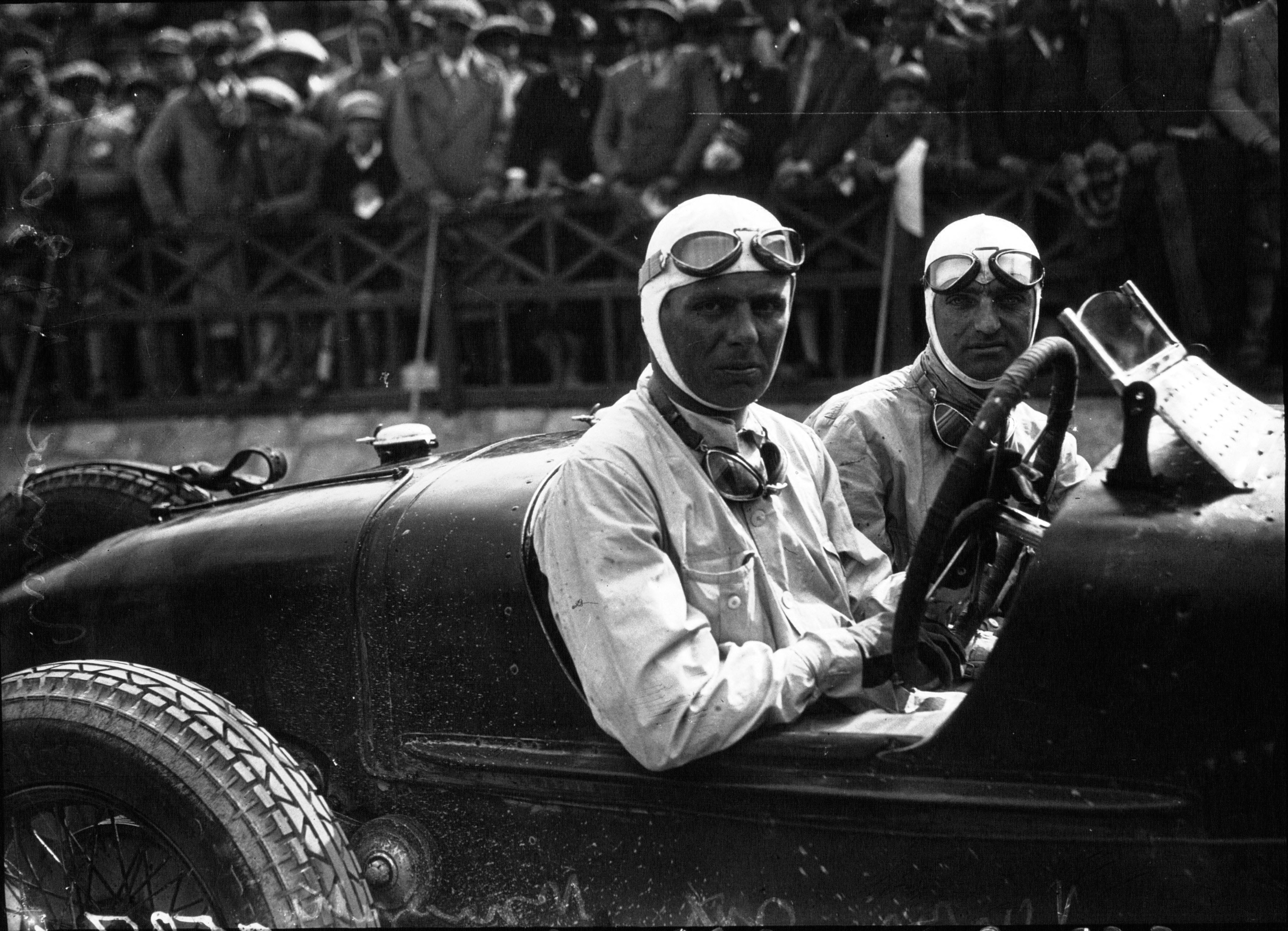
Achille Varzi und sein beifahrender Mechaniker Tabacchi im siegreichen Alfa Romeo P2

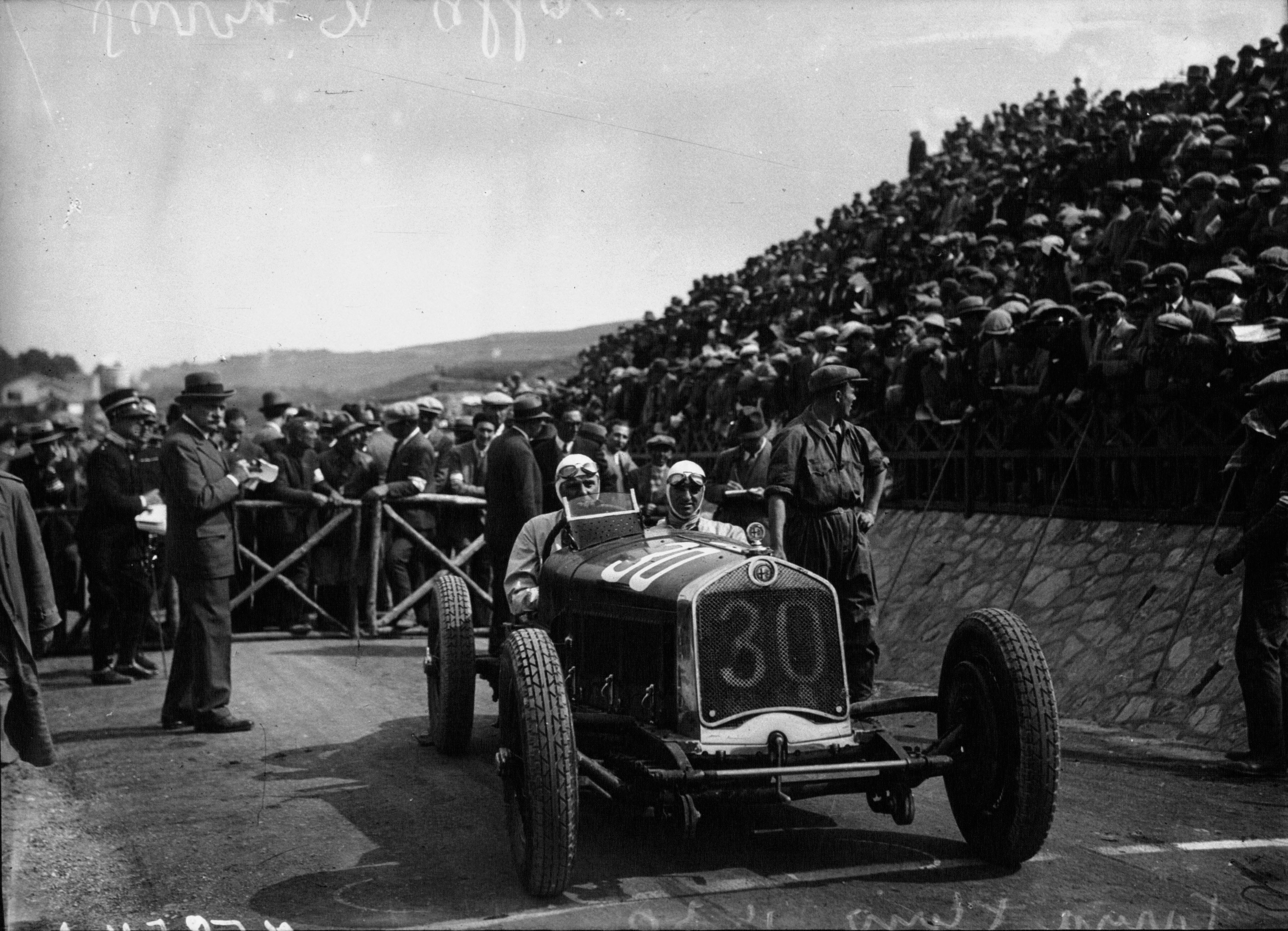
Achille Varzi knapp vor dem Rennstart…

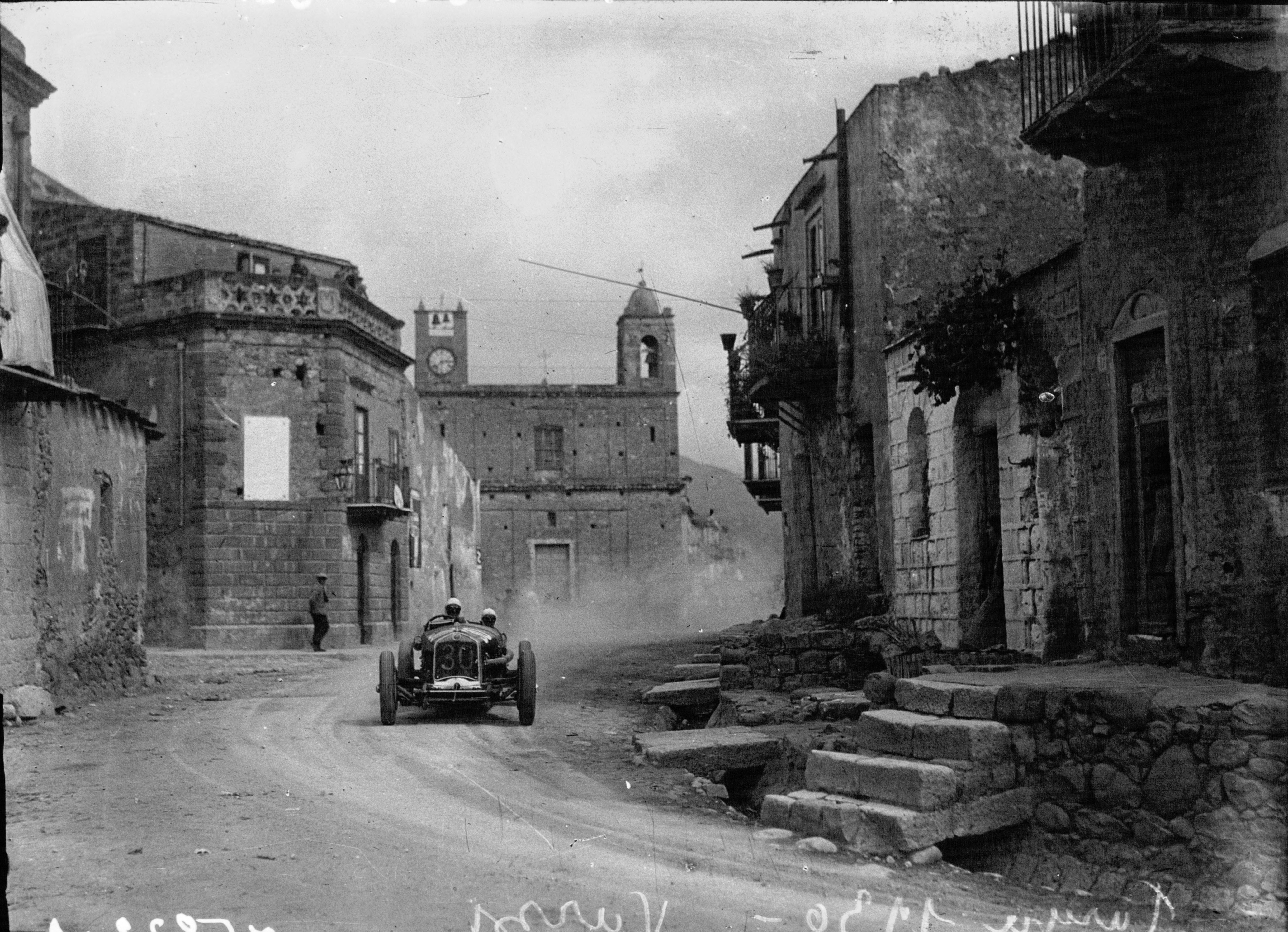
…und in einem der sizilianischen Bergdörfer

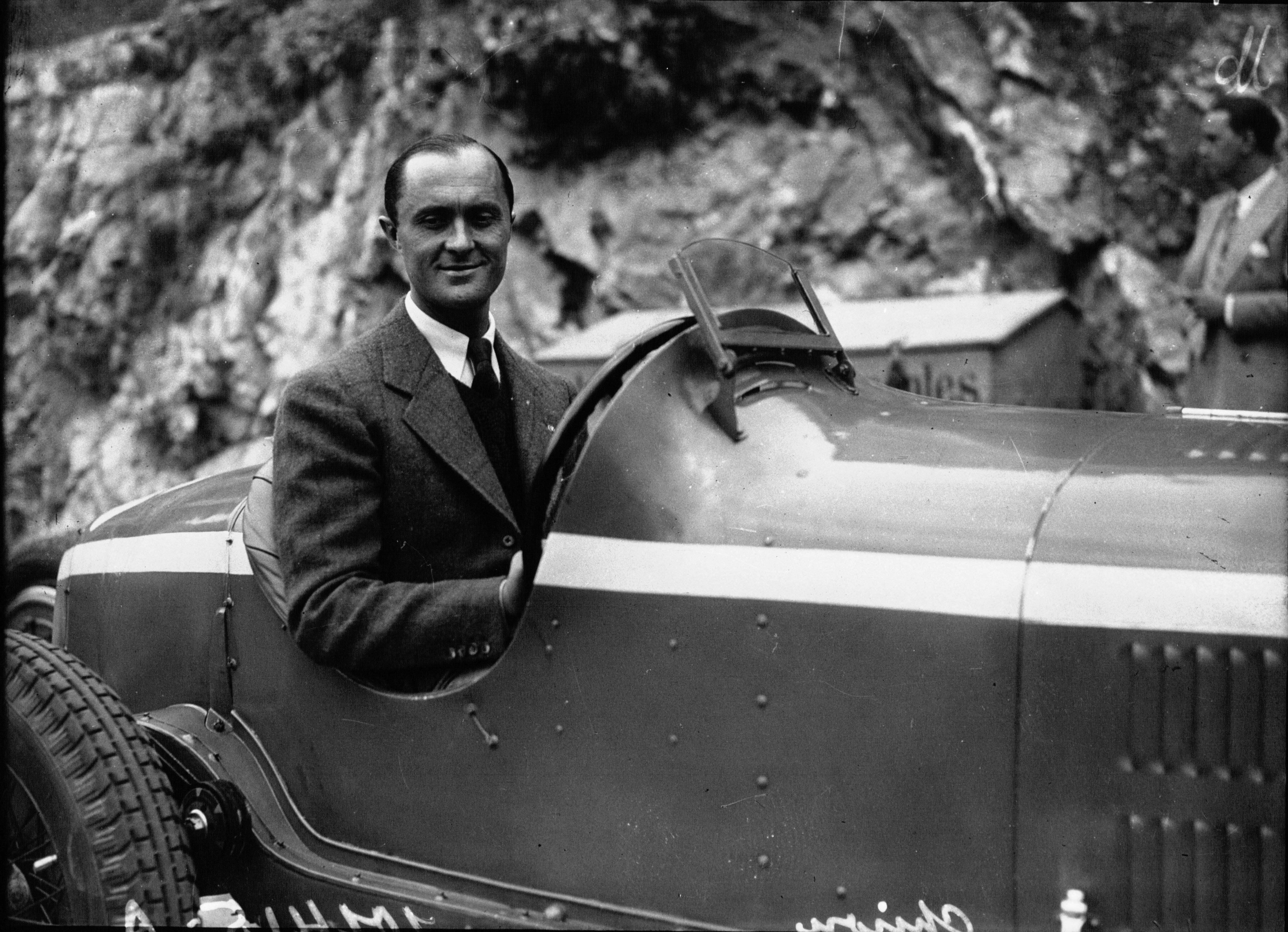
Louis Chiron, hier bei der Rallye Monte Carlo 1933, kämpfte gegen Varzi und die Übelkeit seines beifahrenden Mechanikers

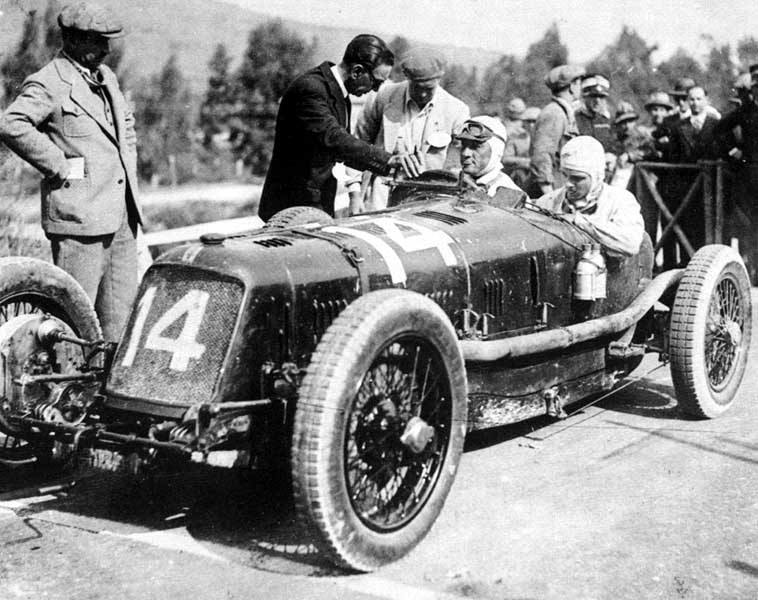
Der nach einem Unfall früh ausgefallene Luigi Arcangeli im Maserati 26M

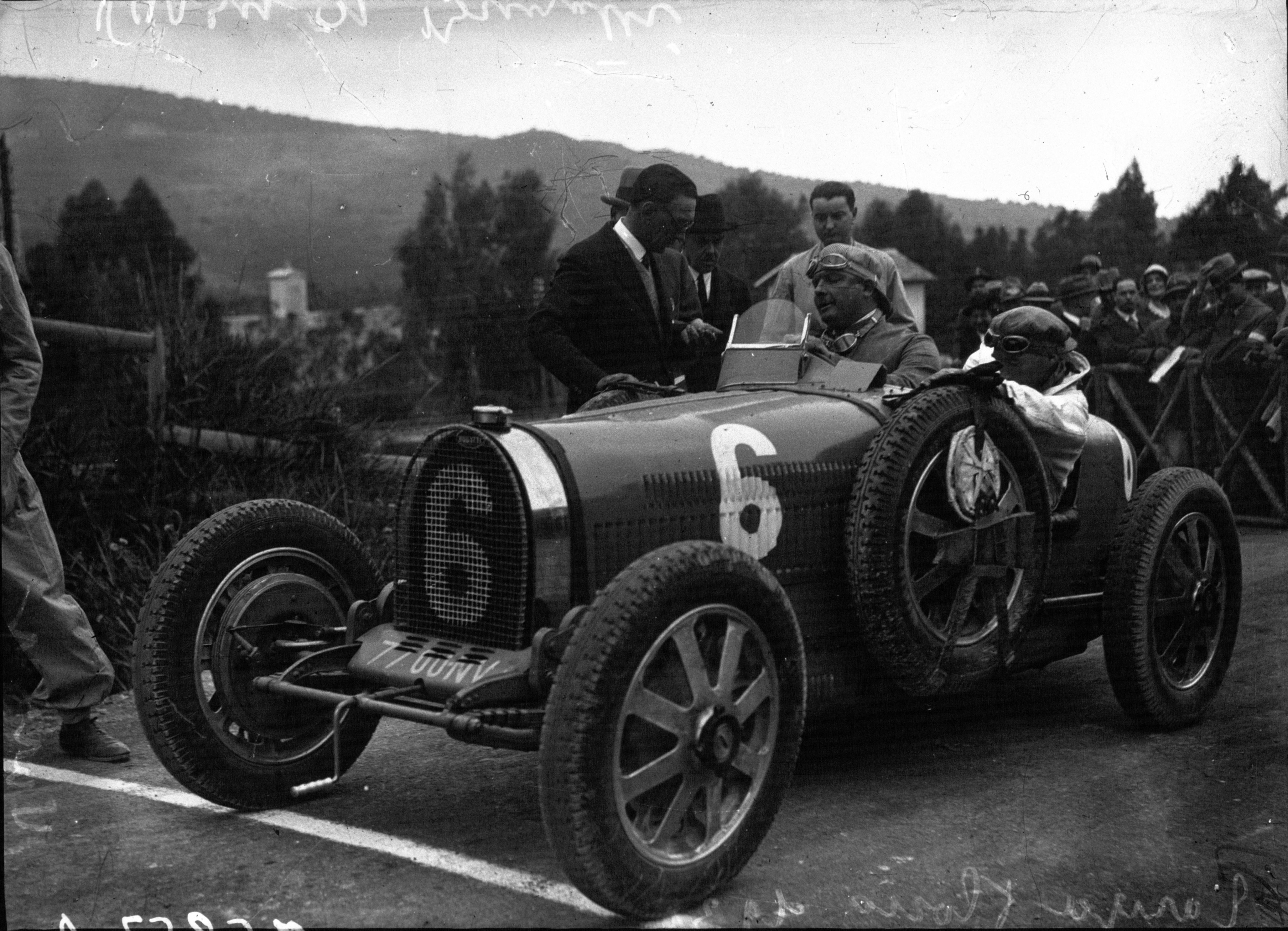
Albert Divo im Werks-Bugatti T35B, der in der dritten Runde einen Achsbruch hatte

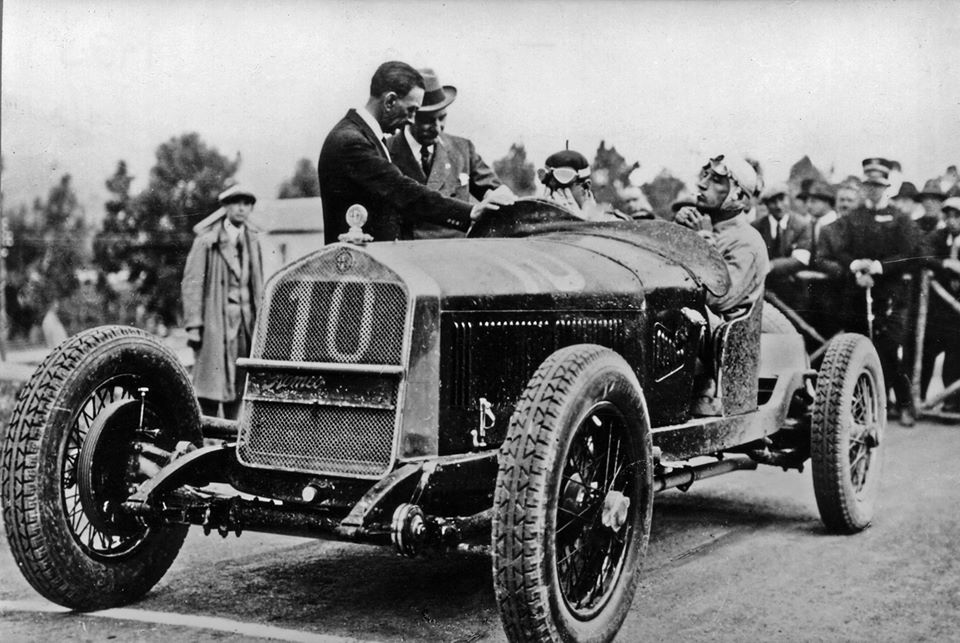
Der Alfa Romeo 6C 1750 GS von Aymo Maggi

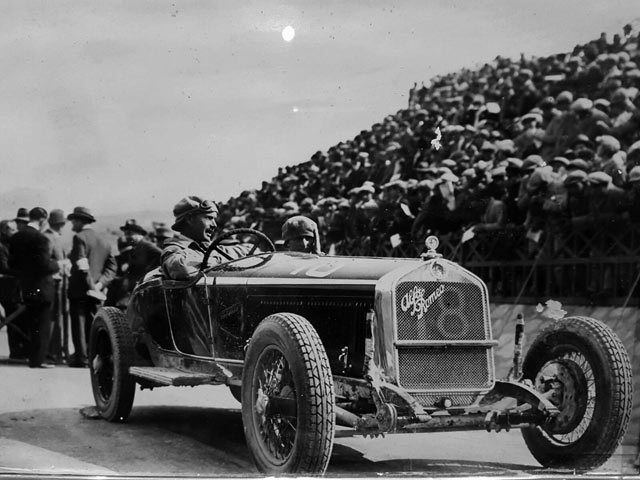
Guido d’Ippolito in seinem privaten Alfa Romeo 6C 1500

Die 21. Targa Florio, auch XXI Targa Florio, war ein Straßenrennen auf Sizilien und fand am 4. Mai 1930 statt.

## Vorgeschichte
Wie jede Rennsaison davor veröffentlichte Vincenzo Florio zu Beginn des neuen Jahres das sportliche und technische Reglement für die alljährliche Targa Florio. Wie schon 1929 verzichtete Florio auf eine detaillierte Klasseneinteilung. Die Formula Libre umfasste Monoposto- und Sportwagen ohne Hubraumbeschränkung. Das über drei Runden führende Rennen der 1,1-Liter-Klasse strichen die Veranstalter ersatzlos. Verschärfte Vorschriften gab es für die Fahrer und die nach wie vor erlaubten beifahrenden Mechaniker, von denen ein eingehendes Streckenstudium gefordert wurde. Die Rennleitung überprüfte das anhand von Aufzeichnungen über den Streckenverlauf, die die Fahrer anfertigen mussten. Alle gemeldeten Piloten absolvierten dafür ausgiebige Trainingsfahrten auf dem für den öffentlichen Verkehr offenen Medio circuito delle Madonie. Der Rundkurs, auf dem das Rennen seit 1919 stattfand, war 108 Kilometer lang und hatte 1400 Kurven.

## Das Rennen

### Teams, Hersteller und Fahrer
Seit Ugo Sivocci im Alfa Romeo RLS/3.2 1923 als Sieger durchs Ziel fuhr, wartete der italienische Motorsport auf einen Heimsieg bei der Targa Florio. Auf den Gesamtsieg von Christian Werner im Werks-Mercedes Tipo Indy 2000 120 PS folgten fünf Bugatti-Triumphe in Serie. Die freie Fahrzeugwahl ermöglichte es Bugatti-Rennleiter Meo Costantini – der als Fahrer die Targa-Florio-Rennen 1925 und 1926 gewonnen hatte – den Einsatz der Grand-Prix-Rennwagen vom Type 35B mit 2,3-Liter-Achtzylinder-Kompressormotor. Albert Divo, der Targa-Florio-Gewinner der letzten beiden Jahre, Louis Chiron und William Grover-Williams, drei der aktuellen Bugatti-Grand-Prix-Piloten, fuhren auch die Targa Florio. Dazu verpflichtete Constantini Caberto Conelli, der nach einem zweiten Rang 1927, 1928 als Dritter ins Ziel kam.
„Sie sind wie Hund und Katze“, sagte Vincenzo Florio vor dem Rennen über zwei der Alfa-Romeo-Werkspiloten: Achille Varzi und Tazio Nuvolari. Das von ihnen 1927 gegründete Rennteam scheiterte bald an den großen Egos der beiden Sportler. Aus Freunden wurden erbitterte Gegner. Varzi und Nuvolari repräsentierten auch die beiden unterschiedlichen Fahrschulen des italienischen Automobilsports, benannt nach den beiden populärsten Rennfahrern der Republik, Felice Nazzaro und Pietro Bordino. Nazarro stand für Stilistik und einen eleganten Fahrstil, wie ihn auch Varzi pflegte. Im Gegensatz dazu war Nuvolari ein Draufgänger, der immer am Limit fuhr wie einst Bordino. Florio wusste um die Rivalität der beiden Fahrer und fürchtete, dass sie sich zur Enttäuschung der erwarteten Zuschauermassen gegenseitig in einen frühen Ausfall hetzen könnten. Um dem entgegenzuwirken, organisierte er ein Abendessen in einem Landgasthof, zu dem er Varzi und Nuvolari in seinem privaten Rolls-Royce Silver Ghost chauffieren ließ. Mit dabei waren auch das Organisationsmitglied Ugo Messina und der Journalist Vincenzo Gargotta. In der weinseligen Stimmung des fortgeschrittenen Abends gelang es Florio den beiden Piloten das Versprechen abzuringen, nicht gegeneinander, sondern miteinander das Rennen zu Ende zu fahren.
Bei Alfa Romeo gab es nach dem Abgang von Enzo Ferrari mit Aldo Giovannini einen neuen Teammanager und Rennleiter. Gemeinsam mit dem technischen Leiter Vittorio Jano organisierte er die Teilnahme des Mailänder-Werksteam. Achille Varzi und Giuseppe Campari sollten den P2-Grand-Prix-Wagen fahren, Tazio Nuvolari, Aymo Maggi und Pietro Ghersi das 6C-Sportwagenmodell. Anfang 1930 hatte Alfa-Romeo-Geschäftsführer Prospero Gianferrari drei P2 von Privatfahrern zurückgekauft und von Jano adaptieren lassen. Die Karosserien wurden überarbeitet und der Achtzylinder-Reihenmotor erhielt mehr Leistung. Zudem gab es neue flachere Kühler und eine veränderte Position des Öltanks. Beim Training erwiesen sich die beiden P2 als sehr schnelle Wagen, die allerdings auf den engen Bergstraßen nur schwer zu beherrschen waren, was vor allem Giuseppe Campari schnell ermüdete. Der übergewichtige, inzwischen 38-jährige Campari beklagte außerdem die extreme Hitze, die der Achtzylindermotor vor ihm abstrahlte, und sprach von einem mürrischen Fahrverhalten. Aldo Giovannini disponierte daraufhin um und vertraute Campari ebenfalls einen 6C an. Dadurch verlor Pietro Ghersi sein Cockpit und wurde zum Ersatzfahrer von Varzi, der dem P2 weiterhin den Vorzug gab.
Drei Fahrzeuge meldete Maserati für Baconin Borzacchini, Luigi Arcangeli und Ernesto Maserati. Allesamt waren es neue 26M-Grand-Prix-Wagen mit 2,5-Liter-Achtzylindermotoren und Roots-Kompressor. Die Meldung für Luigi Fagioli zog die Maserati-Teamleitung wieder zurück. Targa-Florio-Rekordteilnehmer Ferdinando Minoia hatte bei Officine Meccaniche eine neue sportliche Heimat gefunden. Das Sechszylinder-Modell OM 665S fuhr neben Minoia Giuseppe Morandi als zweiter Werkspilot.

### Der Rennverlauf
17 Fahrer stellten sich am Renntag zum Intervallstart auf, der wie üblich in der Reihenfolge der Startnummern und im Abstand von drei Minuten zwischen den Fahrern durchgeführt wurde. Erster auf der Bahn war um 9 Uhr vormittags Borzacchini im Maserati. Divo startete um 09:06 Uhr, Maggi um 09:09 Uhr, Chrion um 09:24 Uhr, Varzi um 09:33 Uhr, Nuvolari um 09:39 Uhr und Campari um 09:45 Uhr. Als letzter Fahrer ging Caberto Conelli im Bugatti um 09:48 Uhr ins Rennen. Achille Varzi beendete die erste Runde in der neuen Rekordzeit von 1 Stunde, 21 Minuten und 21,6 Sekunden und war dabei um vier Minuten schneller als Ferdinando Minoia im Vorjahr. Eine Minute hinter Varzi lag sein Teamkollege Nuvolari, der sich knapp vor Campari und Chiron im schnellsten Bugatti platzierte. Varzi beherrschte den P2 souverän und war im zweiten Umlauf nur Sekunden langsamer als in der Runde davor. Den notwendigen Stopp zum Nachtanken und Wechseln der Reifen erledigten die Alfa-Romeo-Mechaniker in der für diese Epoche des Motorsports unglaublichen Zeit von 1 Minute und 18 Sekunden. Im Unterschied zu Varzi hatte Nuvolari kein problemloses Rennen. Bei seinem Boxenstopp berichtete er aufgebracht von einem unfahrbaren Fahrzeug, da die Lenkung verzogen war. Minuten verstrichen, ohne dass es den Mechanikern gelang, den Defekt nachhaltig zu beheben.
Die Bugatti-Piloten Chrion und Divo erfuhren bei ihren Boxenaufenthalten von Nuvolaris technischen Sorgen und erhöhten in der dritten Runde ihr Tempo. Während Chrion an Campari vorbei an die zweite Stelle fuhr, verunfallte Divo. Vor der Ortschaft Polizzi Generosa unterlief Divo ein – für einen erfahrenen Piloten wie ihm – ungewöhnlicher Fahrfehler. Während sich sein Beifahrer weit aus dem Wagen beugte, um während der Fahrt den Vorderwagen zu kontrollieren, drehte Divo sich vor einer Haarnadelkurve bei voller Fahrt im Cockpit um. Das Echo des eigenen Motors hatte ihn in die Irre geführt und ein nachkommendes Fahrzeug vorgetäuscht. Er verlor die Kontrolle über die Lenkung und der Bugatti fuhr einen steilen Hang hinauf. Der Wagen prallte rechts vorn gegen einen Stein und rutschte danach in einen Graben. Herbeigeeilte Zuschauer schoben den Bugatti wieder auf die Fahrbahn, wo rasch der beschädigte Reifen gewechselt wurde. Dabei stellte Divo eine angebrochene Achse fest. Es gelang ihm noch den Wagen in langsamer Fahrt zurück an die Boxen zu steuern, wo er aufgeben musste. Später übernahm er den T35B seines zurückliegenden Teamkollegen Grover-Williams, der nach dem Boxenstopp kollabierte, und kam als Siebter ins Ziel. Es war der erste Fahrerwechsel in der Geschichte der Targa Florio.

### Drama in der fünften Runde
Die fünfte Runde der Targa Florio 1930 und letzte Runde auf dem Medio circuito delle Madonie (ab 1931 fand die Veranstaltung noch einmal auf dem Grande circuito delle Madonie und dann ab 1932 auf dem Piccolo circuito delle Madonie statt) ging in die Geschichte des italienischen Motorsports ein. 
Louis Chiron hätte im Bugatti die Targa Florio wahrscheinlich gewonnen, wäre ihm nicht die Unpässlichkeit seines jungen und unerfahrenen Beifahrers dazwischengekommen, denn am Ende der vierten Runde lag Chiron 30 Sekunden vor Varzi an der Spitze des Rennens. Der junge Mechaniker bestritt sein erstes großes Rennen und litt an Übelkeit und Schwindel, ausgelöst durch die vielen Kurven, die Chiron in hohem Tempo durchfuhr, und die giftigen Abgase des Motors. Er rutsche auf seinem Sitz hin und her und behinderte Chiron immer wieder beim Fahren. Auf der schnellen Bergabpassage zwischen Polizzi Generosa und Collesano geriet der junge Mann plötzlich in Panik und begann die Ölpumpe ein- und auszuschalten. Beim Versuch seinen Beifahrer davon abzuhalten, verlor Chiron die Herrschaft über den Wagen und prallte rechts gegen eine Steinmauer. Dabei gingen die Felgen der beiden rechten Räder zu Bruch. Obwohl er zwei Ersatzräder mitführte und den Radwechsel gemeinsam mit seinem leicht geschockten Beifahrer schnell durchführen konnte, verlor Chrion dabei die Zeit, die ihm am Schluss zum Rennsieg fehlte.
Noch spektakulärer als bei Louis Chiron verlief die letzte Runde bei Achille Varzi. Beim letzten Tankstopp hatte er vom Rückstand gegenüber Chiron erfahren, weshalb er den P2 Richtung Campofelice di Fitalia am äußersten Limit bewegte. Knapp vor der Ortseinfahrt übersah er eine große Öllache, auf der sein Alfa Romeo heftig ins Rutschen geriet und links eine Barriere rammte. Dabei wurde das an der Beifahrerseite montierte Reserverad (der Alfa Romeo war ein Rechtslenker) aus der Verankerung gerissen und flog weg. Varzi ignorierte das verlorene Rad und fuhr in vollem Tempo weiter. Wenige Kilometer später begann der Achtzylindermotor zu stottern und Varzi vermutete schon Zündaussetzer. Sein Beifahrer Tabacchi machte ihn aber mit dem lauten Zuruf „Wir verlieren Benzin, wir verlieren Benzin!“ klar, dass der Wagen Treibstoff verlor. Von beiden unbemerkt hatten Trümmerteile ein Loch in den Tank geschlagen. Glücklicherweise befand sich eines der Alfa-Romeo-Tankdepots in unmittelbarer Nähe, wo Varzi Nachtanken konnte. Der Mechaniker sprang aus dem Wagen und füllte eine Kanne mit Benzin. Um Zeit zu sparen, verzichtete er beim Einfüllen auf einen Trichter, wodurch das Benzin überschwappte. Wieder im Auto setzte Varzi seine Tempofahrt fort, als wenige Kilometer vor dem Ziel das Heck des Alfa Romeo auf einmal in Flammen stand. Das übergelaufene Benzin hatte sich am heißen Auspuff entzündet. Auf den Ruf des Beifahrers „Wir stehen in Flammen!“ reagierte Varzi, indem er kaltblütig weiterfuhr. Während Tabacchi versuchte das Feuer mit dem herausgerissenen Sitzpolster zu ersticken, beugte sich Varzi weit über das Lenkrad, um der Hitze in seinem Rücken zu entgehen. Neben Tabacchis Bemühungen mit dem Sitzpolster sorgte der Fahrtwind dafür, dass die Flammen langsam ausgingen. Hätte Varzi angehalten, wäre der Alfa Romeo höchstwahrscheinlich ausgebrannt. Den Zuschauern an der Strecke bot er ein einmaliges Spektakel, als er in hohem Tempo und mit brennendem Heck an ihnen vorbeifuhr.
Als Varzi mit dem Vorsprung von 1 Minute und 48 Sekunden auf Chiron mit rauchendem Alfa-Romeo-Heck durchs Ziel kam, wurde er von Anwesenden frenetisch gefeiert. Erster Gratulant war der sportliche Louis Chiron, darauf folgten der Alfa-Romeo-Generaldirektor Prospero Gianferrari und der italienische Transportminister Italo Balbo. Dritter wurde Caberto Conelli vor Varzis Teamkollegen Giuseppe Campari, der die letzte Runde ohne dritten Gang fahren musste. Für Tazio Nuvolari war das Rennen eine Enttäuschung. Er kam ohne Federung und mit 17 Minuten Rückstand auf Varzi als Fünfter ins Ziel.

## Ergebnisse

### Schlussklassement
| 1           | Formula Libre | 30 | S.A. Alfa Romeo            | Achille Varzi                       | Alfa Romeo P2         | 6:55:16,800 |
| 2           | Formula Libre | 22 | Automobiles Ettore Bugatti | Louis Chiron                        | Bugatti T35B          | 6:57:05,600 |
| 3           | Formula Libre | 46 | Automobiles Ettore Bugatti | Caberto Conelli                     | Bugatti T35B          | 7:03:13,000 |
| 4           | Formula Libre | 44 | S.A. Alfa Romeo            | Giuseppe Campari                    | Alfa Romeo 6C 1750 GS | 7:03:54,000 |
| 5           | Formula Libre | 40 | S.A. Alfa Romeo            | Tazio Nuvolari                      | Alfa Romeo 6C 1750 GS | 7:13:01,800 |
| 6           | Formula Libre | 4  | Officine Meccaniche SA     | Giuseppe Morandi                    | OM 665                | 7:18:31,600 |
| 7           | Formula Libre | 42 | Automobiles Ettore Bugatti | William Grover-Williams Albert Divo | Bugatti T35B          | 7:19:51,200 |
| 8           | Formula Libre | 20 | Officine Alfieri Maserati  | Ernesto Maserati                    | Maserati 26M          | 7:29:12,800 |
| 9           | Formula Libre | 18 | Guido d’Ippolito           | Guido d’Ippolito                    | Alfa Romeo 6C 1500    | 7:29:18,000 |
| 10          | Formula Libre | 12 | Officine Meccaniche SA     | Ferdinando Minoia                   | OM 665S               | 7:32:13,800 |
| 11          | Formula Libre | 2  | Officine Alfieri Maserati  | Baconin Borzacchini                 | Maserati 26M          | 7:35:21,000 |
| 12          | Formula Libre | 34 | Ottokar Bittmann           | Ottokar Bittmann                    | Bugatti T35C          | 8:17:16,000 |
| Ausgefallen |               |    |                            |                                     |                       |             |
| 13          | Formula Libre | 24 | Amedeo Ruggeri             | Amedeo Ruggeri                      | OM 665S               |             |
| 14          | Formula Libre | 6  | Automobiles Ettore Bugatti | Albert Divo                         | Bugatti T35B          |             |
| 15          | Formula Libre | 14 | Officine Alfieri Maserati  | Luigi Arcangeli                     | Maserati 26M          |             |
| 16          | Formula Libre | 26 | Renato Balestrero          | Renato Balestrero                   | OM 665S               |             |
| 17          | Formula Libre | 10 | S.A. Alfa Romeo            | Aymo Maggi                          | Alfa Romeo 6C 1750 GS |             |

### Nur in der Meldeliste
Hier finden sich Teams, Fahrer und Fahrzeuge, die ursprünglich für das Rennen gemeldet waren, aber nicht daran teilnahmen.
| Pos. | Klasse        | Nr. | Team                      | Fahrer              | Chassis               |
| ---- | ------------- | --- | ------------------------- | ------------------- | --------------------- |
| 18   | Formula Libre | 8   | Pariato                   | Pariato             | Alfa Romeo 6C 1500    |
| 19   | Formula Libre | 16  | S.A. Alfa Romeo           | Pietro Ghersi       | Alfa Romeo 6C 1750 GS |
| 20   | Formula Libre | 28  | Giuseppe Tranchiana       | Giuseppe Tranchiana | Alfa Romeo 6C 1500    |
| 21   | Formula Libre | 32  | Officine Meccanice SA     | Archimede Rosa      | OM 665S               |
| 22   | Formula Libre | 36  | Cleto Nenzioni            | Cleto Nenzioni      | Maserati 26B          |
| 23   | Formula Libre | 38  | Giuseppe Claves           | Giuseppe Claves     | Bugatti T35           |
| 24   | Formula Libre |     | Principe di Cerami        | Domenico Cerami     | Maserati 26           |
| 25   | Formula Libre |     | Girolamo Alessi           | Girolamo Alessi     | Bugatti               |
| 26   | Formula Libre |     | Luigi Galliera            | Luigi Galliera      | OM 665S               |
| 27   | Formula Libre |     | Officine Alfieri Maserati | Luigi Fagioli       | Maserati 26B          |

### Klassensieger
| Klasse        | Fahrer        | Fahrzeug      | Platzierung im Gesamtklassement |
| ------------- | ------------- | ------------- | ------------------------------- |
| Formula Libre | Achille Varzi | Alfa Romeo P2 | Gesamtsieg                      |

### Renndaten
- Gemeldet: 27
- Gestartet: 17
- Gewertet: 12
- Rennklassen: 1
- Zuschauer: unbekannt
- Wetter am Renntag: trocken und heiß
- Streckenlänge: 108,000 km
- Fahrzeit des Siegerteams: 6:55:16,800 Stunden
- Gesamtrunden des Siegerteams: 5
- Gesamtdistanz des Siegerteams: 540,000 km
- Siegerschnitt: 78,000 km/h
- Schnellste Trainingszeit: keine
- Schnellste Rennrunde: Achille Varzi – Alfa Romeo P2 (#30) – 1:21:21,600 = 79,600 km/h
- Rennserie: zählte zu keiner Rennserie